# 英基學校協會
英基學校協會（簡稱英基；英文：English Schools Foundation，縮寫：ESF）是香港最大型的國際學校組織，營辦的22間教育機構以國際小學及中學為主，為全亞洲最大的國際學校協會。
財務報告顯示，英基學校協會每年學費收入9.43億元，每年獲政府資助2.67億元，儲備約8,800萬元。

## 背景
英基是按照香港政府於1965年《教育政策白皮書》的建議、根據香港法例第1117章《英基學校協會條例》於1967年成立的香港法定組織 ，當時英基只開辦兩所學校。英基旨在提供「以英語為媒介而能使青少年從中受惠的現代通才教育」，原先對象為駐港外籍人士，但時至今日，英基共有17,700名學生，超逾7成學生的家長是香港永久居民，其他則分別來自超過50個不同的國家。
英基自成立以來，至2005年1月，英基在進行深入諮詢，擬訂修訂條例及規例，當中最重大的變動是管治組織及委員會的架構及組合，為管治及管理上帶來一系列轉變。

## 課程
英基傳統上提供英格蘭及威爾斯課程（National Curriculum of England and Wales），並因應香港的環境調整課程的內容，協會現正轉為採用更加國際化的課程，英基轄下各小學均正逐步實行國際文憑組織（International Baccalaureate Organisation）的小學課程（PYP）；中學階段的第7至第9班採用已經調整的英國及威爾斯課程；部分學校的12及13年級（相當於香港教育制度的中六、中七）的課程，提供國際文憑大學預科課程（International Baccalaureate Diploma）。

## 屬下學校
幼稚園
- 雅柏國際幼稚園（Abacus International Kindergarten，西貢清水灣道）
- 曉新國際幼稚園（Hillside International Kindergarten，半山區司徒拔道，前上環國際幼稚園）
- 青衣國際幼稚園（Tsing Yi International Kindergarten，青衣青衣城）
- 東涌國際幼稚園（Tung Chung International Kindergarten，東涌昇薈）
- 烏溪沙國際幼稚園（Wu Kai Sha International Kindergarten，烏溪沙銀湖天峰）

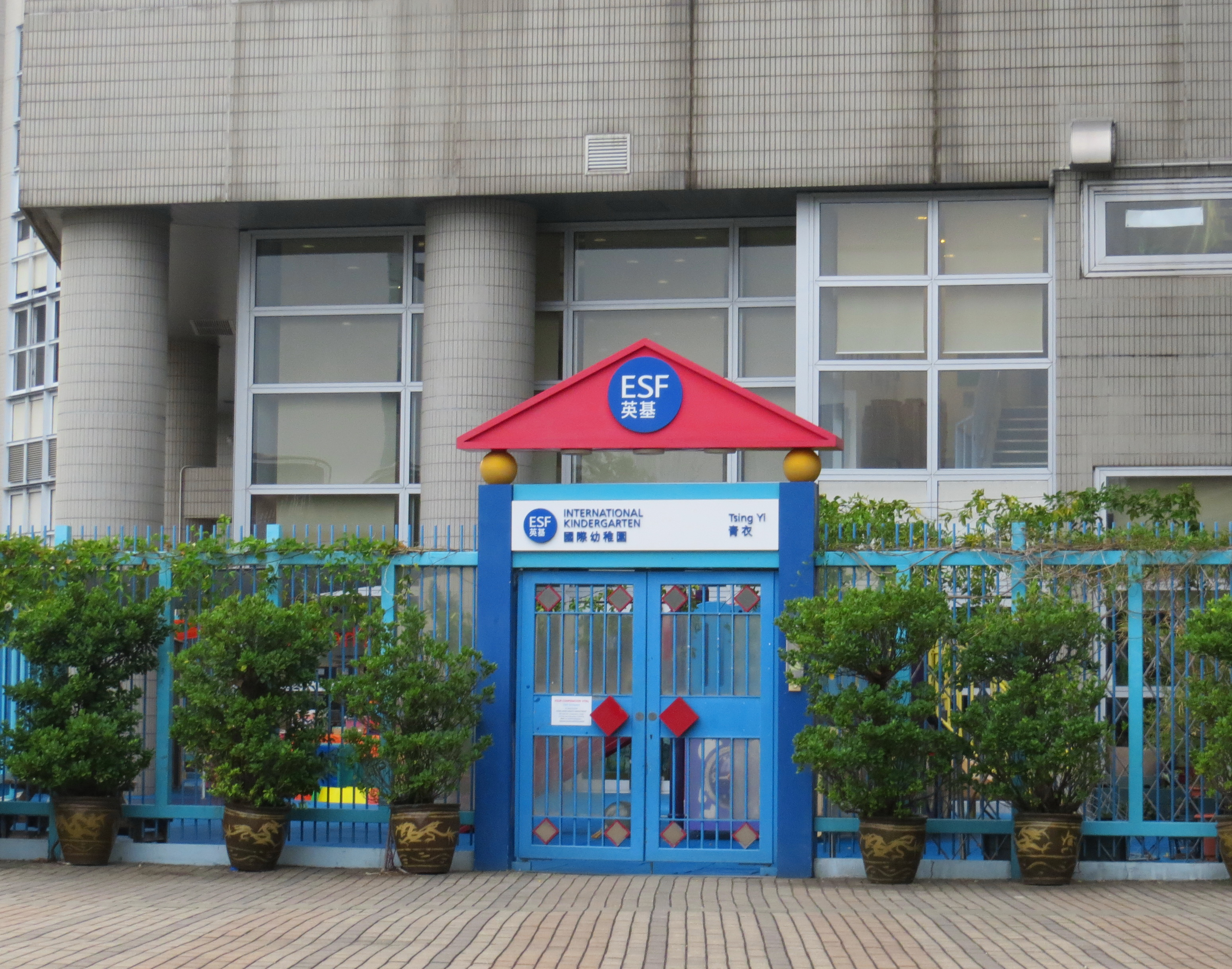
青衣國際幼稚園

小學
- 山頂小學（The Peak School，山頂賓吉道）
- 己連拿小學（Glenealy School，半山區香雪道）
- 白普理英文小學（Bradbury School，半山區司徒拔道）
- 堅尼地小學（Kennedy School，薄扶林沙灣徑）
- 鰂魚涌小學 (Quarry Bay School，寶馬山校園徑)
- 九龍小學（Kowloon Junior School，何文田巴富街）
- 畢架山學校（Beacon Hill School，九龍塘義德道）
- 沙田小學（Sha Tin Junior School，火炭麗禾里）
- 清水灣小學 (Clearwater Bay School，西貢清水灣道)

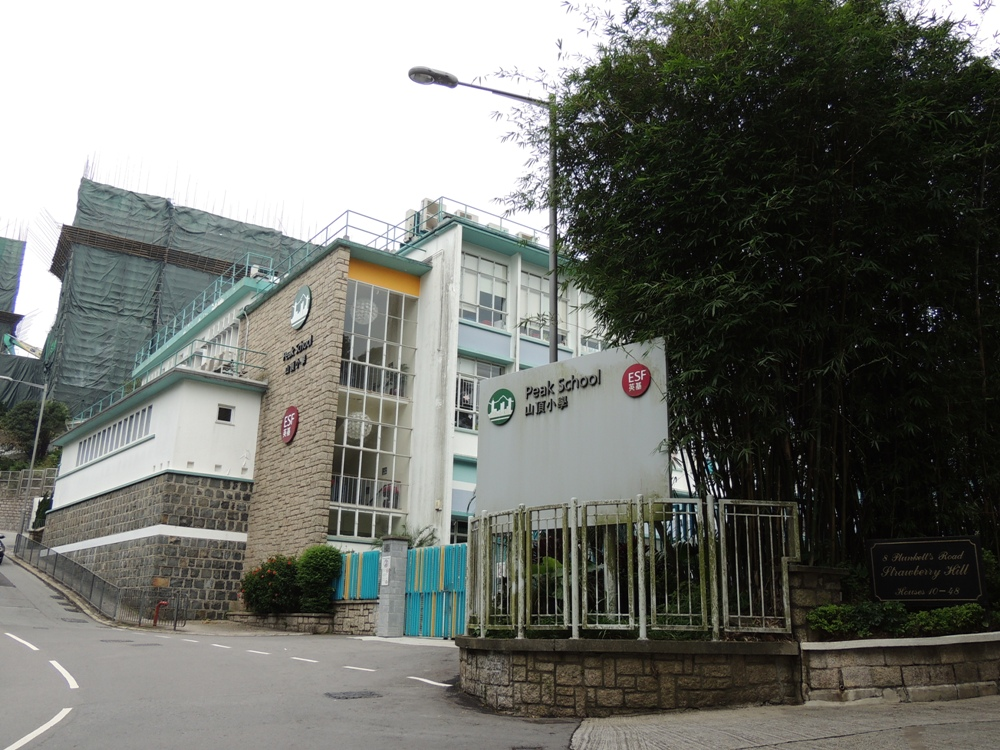
山頂小學

中學
- 港島中學（Island School，半山區波老道）
- 西島中學（West Island School，薄扶林域多利道）
- 南島中學（South Island School，黃竹坑南風道）
- 英皇佐治五世學校（King George V School，何文田天光道）
- 沙田學院（Sha Tin College，火炭麗禾里）

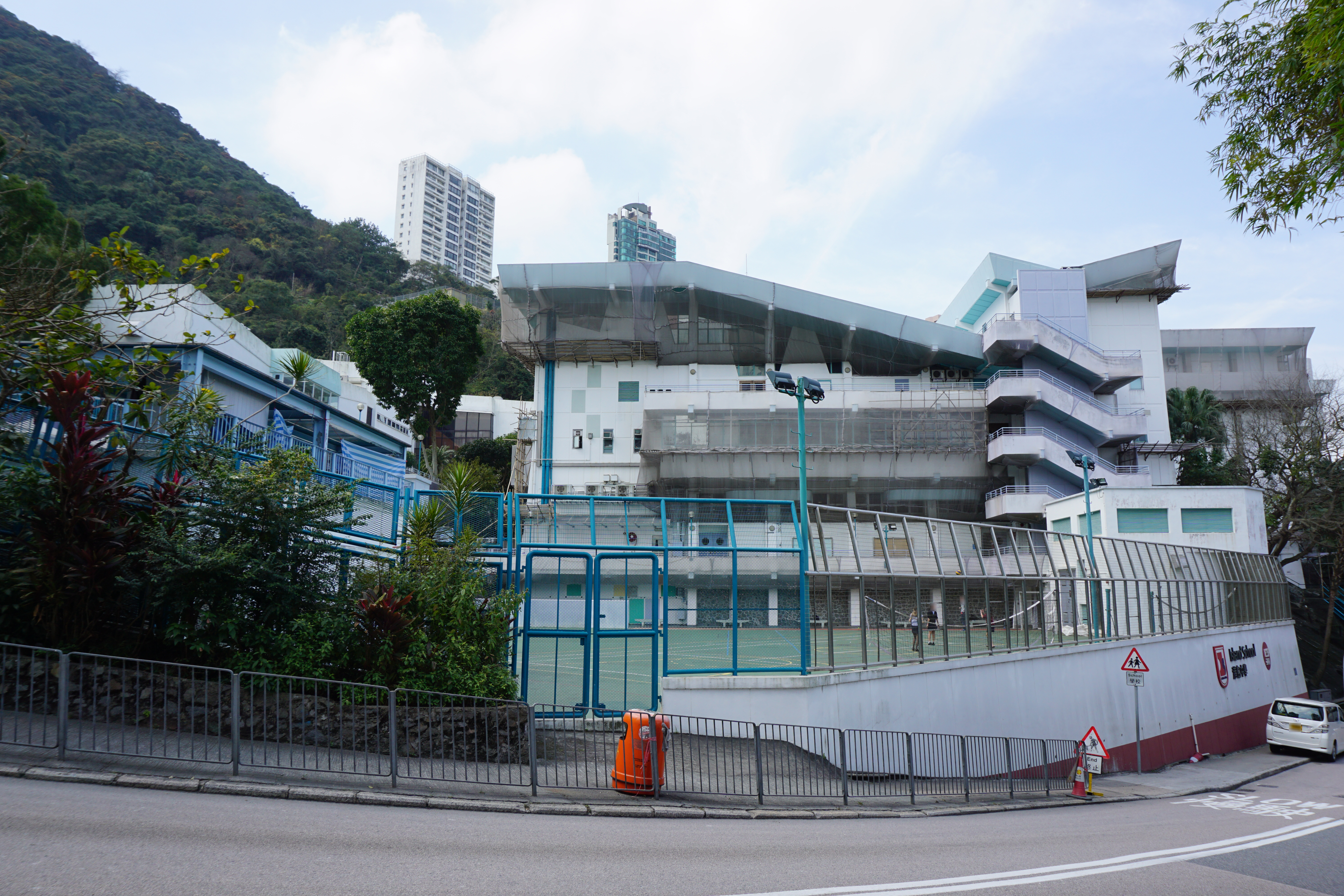
港島中學

一條龍學校
- 啟新書院（Renaissance College，馬鞍山恆明街，私營獨立學校）
- 智新書院（Discovery College   大嶼山愉景灣，私營獨立學校）

特殊學校
- 賽馬會善樂學校（Jockey Club Sarah Roe School，何文田天光道）

## 著名校友
- 薛凱琪 ，女歌手（港島中學）
- 閻奕格，女歌手（西島中學）
- 连诗雅，女歌手、演员（西岛中学、英皇佐治五世學校）
- 王大文：美國華裔創作歌手 （沙田學院）
- 何雁詩：香港女歌手、演員及高爾夫球運動員 （沙田學院）
- 江旻憓：香港女子劍擊（重劍）運動員[4] （沙田學院）
- 許懷欣：香港男歌手[註 1] （沙田學院）
- 黃愷傑：香港男演員 （沙田學院）

## 外部連結
- 英基學校協會網站 （页面存档备份，存于）